# 小林昭七
小林 昭七（こばやし しょうしち、1932年1月4日 - 2012年8月29日
）は、日本の数学者。カリフォルニア大学バークレー校名誉教授。研究領域は、リーマン多様体、複素多様体およびリー群。小林久志 (計算機科学者)は弟の一人。

## 経歴
東京府で出生、父の故郷の山梨県甲府市で育つ。旧制長野県立野沢中学（長野県野沢北高等学校）を経て、旧制第一高等学校、1953年に東京大学理学部数学科を卒業。1956年、ワシントン大学で博士号を取得。論文は(Theory of Connections)。
1970年にニースで開催された国際数学者会議で招待講演を行った。

## 著書
- Hyperbolic Manifolds And Holomorphic Mappings: An Introduction（1970/2005），World Scientific Publishing Company
- Transformation Groups in Differential Geometry（1972）, Springer-Verlag
- 曲線と曲面の微分幾何（1982）, 裳華房
- Complex Differential Geometry（1983）, Birkhäuser
- Differential Geometry of Complex Vector Bundles（1987）, Princeton University Press
- 接続の微分幾何とゲージ理論（1989）、裳華房
- ユークリッド幾何から現代幾何へ（1990）, 日本評論社
- Foundations of Differential Geometry（1996）, coauthor with Katsumi Nomizu, John Wiley & Sons, Inc.
- Hyperbolic Complex Space（1998）, Springer
- 微分積分読本（2000）, 裳華房
- 続 微分積分読本（2001）, 裳華房
- 複素幾何（2005）, 岩波書店